# 생방송 음악캠프
《음악캠프》(영어: Music Camp)는 인기가요 베스트 50의 후신이자 쇼! 음악중심의 전신인 인기 가요 프로그램이다. 두 시즌에 걸쳐 토요일 오후에 방송했던 가요 프로그램이으로 인기를 얻었지만, 2005년 7월 30일에 생방송 중 성기 노출 사고로 폐지되었다.

## 역사
- 1999년 1월 30일부터 5월 8일까지 '가족캠프'(뮤직 스테이션)(으)로 1부와 2부로 나뉘어서 방송되었다.
- 2001년 6월 17일 《시사매거진 2580》이 연예계에 만연한 노예 계약 실태를 보도하여 이날 방송의 여파는 쉽게 가라앉지 않아 연제협(한국연예제작자협회)은 제작진에 거세게 항의하다가 7월 7일부터는 아예 MBC의 출연을 전면적으로 거부하였고 연제협 소속 기획사는 MBC를 상대로 소송사태가 벌어졌다. 그러나 당시 이를 보도하였던 이상호 기자가 승소하였으며 8월 14일에 연제협과 MBC는 연예계의 불합리한 관행을 개선하고 건설적인 협의를 통해 연예산업 발전에 노력할 것을 합의하여 연제협은 MBC 출연거부를 38일만에 철회하였다[1].
- 연제협-MBC 사태 이후 MBC의 모든 예능프로가 정상화된 다음에 이 사건 이후 음악캠프는 음악프로 최초로 출연한 가수들은 예외 없이 라이브로 하는 걸로 바뀌었다.
- 2004년 7월 10일 방송부터 녹화방송으로 전환되었으나, 2005년 3월 19일 방송부터 다시 생방송으로 전환되었다.
- 2005년 7월 방송에는 잘 알려지지 않은 가수나 인디밴드를 소개하기 위해 〈이노래 좋은歌謠(이노래 좋은가요)〉라는 코너를 마련하였으나 7월 30일 출연했던 펑크밴드 럭스(RUX)를 응원하러 같이 출연한 펑크밴드 카우치의 멤버가 간주 도중 알몸노출을 한 방송사고가 발생했고[2] 결국 이 사건으로 음악캠프는 폐지되었으며, 《쇼! 음악중심》 첫 방송 이전에 시각장애인 하모니카 연주자 전제덕이 진행하는 《전제덕의 마음으로 보는 콘서트》가 방송되었다.

## 순위제
- 1998년 8월 15일 방송부터 1999년 1월 23일까지 한 곡이 1위를 3주 연속 수상하면 BEST OF BEST를 받게 됨과 동시에 그 다음 주부터 순위에서 자동 제외되었다.
- 이후 1999년 5월 15일에 음악캠프가 다시 방영되었으나 순위제도는 시행되지 않았다.
- 2000년 5월 20일부터 다시 순위제가 실시되고 연제협-MBC 사태로 2001년 7월 14일 결방할 때까지, 3주 연속 1위를 한 곡은 King of the Camp(킹카)에 선정, 이후 순위에서 퇴장하는 방식을 적용하였다.
- 2001년 9월 1일부터 마지막 방송까지는 기존의 King of the Camp제도가 사라지고 최대 5주 연속 1위가 가능해졌다.
- 2004년까지는 최대 5주 연속 1위가 가능했지만, 2005년부턴 그 제도가 풀려 5주 이상 1위도 가능했었다.
- 생방송 음악캠프 역사상 최다 1위를 달성한 곡은 김종국의 제자리 걸음이 차지했다. (6주 연속 1위)

## 방송 시간
- 1998년 4월 25일 ~ 1999년 1월 23일 , 1999년 5월 15일 ~ 1999년 6월 19일, 1999년 7월 3일 : 토요일 오후 5시 10분 ~ 6시
- 1999년 6월 26일, 1999년 7월 10일 : 토요일 오후 5시 10분 ~ 7시
- 1999년 7월 17일 ~ 1999년 7월 24일 : 토요일 오후 6시 ~ 8시
- 1999년 7월 31일 ~ 1999년 9월 18일 : 토요일 오후 5시 ~ 6시 50분
- 1999년 9월 25일 : 토요일 오후 5시 10분 ~ 6시 10분
- 1999년 10월 2일 ~ 1999년 10월 16일 : 토요일 오후 5시 ~ 7시
- 1999년 10월 23일 ~ 2000년 2월 12일 : 토요일 오후 6시 ~ 7시
- 2000년 2월 19일 : 토요일 오후 5시 5분~ 6시 55분
- 2000년 2월 26일 ~ 2001년 11월 3일 : 토요일 오후 5시 10분 ~ 6시 10분[3]
- 2001년 11월 10일 ~ 2005년 7월 30일: 토요일 오후 4시 ~ 5시

## 진행자
| 역대 | 진행자                 | 진행 기간                          |
| ---- | ---------------------- | ---------------------------------- |
| 1대  | 박용하, 정은아, 김진수 | 1998년 4월 25일 ~ 1998년 10월 31일 |
| 2대  | 차승원, 황수정         | 1998년 11월 7일 ~ 1999년 1월 23일  |
| 3대  | 박진희, 배두나         | 1999년 5월 15일 ~ 1999년 10월 16일 |
| 4대  | 소지섭, 채림           | 1999년 10월 23일 ~ 2000년 4월 15일 |
| 5대  | 김효진, 박광현, 홍수현 | 2000년 4월 22일 ~ 2000년 10월 28일 |
| 6대  | 류시원, 한고은         | 2000년 12월 9일 ~ 2001년 3월 3일   |
| 7대  | 류시원, 황인영         | 2001년 4월 28일 ~ 2001년 11월 3일  |
| 8대  | 지성, 장나라           | 2001년 11월 10일 ~ 2002년 5월 11일 |
| 9대  | 이성진, 정다빈         | 2002년 7월 6일 ~ 2003년 6월 28일   |
| 10대 | 성시경, 신애           | 2003년 7월 12일 ~ 2004년 1월 3일   |
| 11대 | 공유, 한지혜           | 2004년 1월 10일 ~ 2004년 7월 3일   |
| 12대 | 데니 안, 옥주현        | 2004년 7월 10일 ~ 2005년 2월 26일  |
| 13대 | MC몽, 신지             | 2005년 3월 5일 ~ 2005년 7월 30일   |

## 역대 1위 수상자

### 1998년
- 8월 15일 - 김현정 그녀와의 이별
- 8월 22일 - 김현정 그녀와의 이별 (2주 연속)
- 8월 29일 - 김현정 그녀와의 이별 (3주 연속) (BEST OF BEST)

9월
- 9월 5일 - 비쥬 LOVE LOVE
- 9월 12일 - 엄정화 POISON
- 9월 19일 - 엄정화 POISON (2주 연속)
- 9월 26일 - 엄정화 POISON (3주 연속) (BEST OF BEST)

10월
- 10월 3일 - 양현석 악마의 연기
- 10월 10일 - H.O.T. 열맞춰
- 10월 17일 - H.O.T. 열맞춰 (2주 연속)
- 10월 24일 - H.O.T. 열맞춰 (3주 연속) (BEST OF BEST)
- 10월 31일 - 핑클 루비

11월
- 11월 7일 - 조성모 To Heaven
- 11월 14일 - 터보 애인이 생겼어요 (True Love)
- 11월 21일 - H.O.T. 빛
- 11월 28일 - H.O.T. 빛 (2주연속)

12월
- 12월 5일 - 1998년 대한민국 영상음반대상 시상식 생방송으로 인한 결방
- 12월 12일 - H.O.T. 빛 (3주 연속) (BEST OF BEST)
- 12월 19일 - 젝스키스 커플

### 1999년
- 1월 2일 - 결방
- 1월 9일 - 젝스키스 커플 (2주 연속)
- 1월 16일 - 젝스키스 커플 (3주 연속) (BEST OF BEST)
- 1월 23일 - S.E.S. Dreams Come True

6월
- 6월 26일 - 상반기 결산 특집 (MVP: 신화 T.O.P)

9월
- 9월 25일 - 추석 특집 (MVP: 박지윤 아무것도 몰라요)

(1999년 1월 30일부터 5월 8일까지 가족캠프로 대체 편성되었고 순위제는 2000년 5월 13일까지 중단되었다.)
 

### 2000년
- 5월 20일 - 클론 초련
- 5월 27일 - 백지영 Dash

6월
- 6월 3일 - 백지영 Dash (2주 연속)
- 6월 10일 - 백지영 Dash (3주 연속) (King of the Camp)
- 6월 17일 - J 어제처럼
- 6월 24일 - 신화 Only One

| 7월 - 7월 1일 - 신화 Only One (2주 연속) - 7월 8일 - 신화 Only One (3주 연속) (King of the Camp) / imbc 개국기념 네티즌이 뽑은 인기가수상: 신화 - 7월 15일 - 김현정 멍 - 7월 22일 - 1TYM 쾌지나 칭칭 - 7월 29일 - 1TYM 쾌지나 칭칭 (2주 연속) 8월 - 8월 5일 - 1TYM 쾌지나 칭칭 (3주 연속) (King of the Camp) - 8월 12일 - DJ DOC Run To You - 8월 19일 - DJ DOC Run To You (2주 연속) - 8월 26일 - DJ DOC Run To You (3주 연속) (King of the Camp) 9월 - 9월 2일 - 신화 All Your Dreams - 9월 9일 - 홍경민 흔들린 우정 - 9월 16일 - 홍경민 흔들린 우정 (2주 연속) - 9월 23일 - 미집계 (2000년 시드니 하계 올림픽 중계방송 관계로 결방) - 9월 30일 - 조성모 아시나요 10월 - 10월 7일 - 서태지 울트라 맨이야 - 10월 14일 - 서태지 울트라 맨이야 (2주 연속) - 10월 21일 - 서태지 울트라 맨이야 (3주 연속) (King of the Camp) - 10월 28일 - H.O.T. Outside Castle 11월 - 11월 4일 - H.O.T. Outside Castle (2주 연속) - 11월 11일 - H.O.T. Outside Castle (3주 연속) (King of the Camp) - 11월 18일 - 핑클 Now - 11월 25일 - god 거짓말 12월 - 12월 2일 - 미집계(결방) - 12월 9일 - god 거짓말 (2주 연속) - 12월 16일 - god 거짓말 (3주 연속) (King of the Camp) - 12월 23일 - 유승준 찾길 바래 - 12월 30일 - 연말결산 |

### 2001년
| 1월 - 1월 6일 - 유승준 찾길 바래 (2주 연속) - 1월 13일 - 유승준 찾길 바래 (3주 연속) (King of the Camp) - 1월 20일 - 임창정 날 닮은 너 - 1월 27일 - god 니가 필요해 2월 - 2월 3일 - god 니가 필요해 (2주 연속) - 2월 10일 - S.E.S. 감싸 안으며 - 2월 17일 - S.E.S. 감싸 안으며 (2주 연속) - 2월 24일 - S.E.S. 감싸 안으며 (3주 연속) (King of the Camp) 3월 - 3월 3일 - 포지션 I Love You - 3월 10일 - 이지훈, 신혜성 인형 - 3월 17일 - 차태현 I Love You - 3월 24일 - 차태현 I Love You (2주 연속) - 3월 31일 - 이지훈, 신혜성 인형 (통산 2주) 4월 - 4월 7일 - 차태현 I Love You (통산 3주) - 4월 14일 - 싸이 새 - 4월 21일 - 지누션 A-Yo - 4월 28일 - 싸이 새 (통산 2주) 5월 - 5월 5일 - 홍경민 가져가 - 5월 12일 - 홍경민 가져가 (2주 연속) - 5월 19일 - 핑클 당신은 모르실거야 - 5월 26일 - 홍경민 가져가 (통산 3주) 6월 - 6월 2일 - 핑클 당신은 모르실거야 (통산 2주) - 6월 9일 - 싸이 끝 - 6월 16일 - 싸이 끝 (2주 연속) - 6월 23일 - 김건모 미안해요 - 6월 30일 - 문차일드 사랑하니까 (상반기 결산 특집) | 7월 - 7월 7일 - 김건모 미안해요 (통산 2주) - 7월 14일 - MBC 연제협 사태로 결방 - 7월 21일 - MBC 연제협 사태로 결방 - 7월 28일 - MBC 연제협 사태로 결방 8월 - 8월 4일 - MBC 연제협 사태로 결방 - 8월 11일 - MBC 연제협 사태로 결방 - 8월 18일 - MBC 연제협 사태로 결방 - 8월 25일 - MBC 연제협 사태로 결방 9월 - 9월 1일 - 쿨 Jumpo Mambo - 9월 8일 - 브라운 아이즈 벌써 일년 - 9월 15일 - 김현정 떠난 너 (아시아를 하나로 중계방송으로 인한 결방/자막 처리) - 9월 22일 - 강타 북극성 - 9월 29일 - 강타 북극성 (2주 연속) 10월 - 10월 6일 - 조성모 잘가요 내사랑 - 10월 13일 - 왁스 화장을 고치고 - 10월 20일 - 왁스 화장을 고치고 (2주 연속) - 10월 27일 - 왁스 화장을 고치고 (3주 연속) 11월 - 11월 3일 - 이기찬 또 한번 사랑은 가고 - 11월 10일 - 이기찬 또 한번 사랑은 가고 (2주 연속) - 11월 17일 - 이기찬 또 한번 사랑은 가고 (3주 연속) - 11월 24일 - 장나라 고백 12월 - 12월 1일 - 장나라 고백 (2주 연속) (2002년 FIFA 월드컵 본선 조 추첨 중계방송으로 인한 결방/자막 처리) - 12월 8일 - god 길 - 12월 15일 - god 길 (2주 연속) - 12월 22일 - god 길 (3주 연속) - 12월 29일 - god 길 (4주 연속) |

### 2002년
| 1월 - 1월 5일 - 샵 내 입술... 따뜻한 커피처럼 - 1월 12일 - 김동률 다시 사랑한다 말할까 - 1월 19일 - 장나라 4월 이야기 - 1월 26일 - 장나라 4월 이야기 (2주 연속) 2월 - 2월 2일 - god 니가 있어야 할 곳 - 2월 9일 - god 니가 있어야 할 곳 (2주 연속) - 2월 16일 - CAN 내 생에 봄날은 - 2월 23일 - CAN 내 생에 봄날은 (2주 연속) 3월 - 3월 2일 - CAN 내 생에 봄날은 (3주 연속) - 3월 9일 - JTL A Better Day - 3월 16일 - JTL A Better Day (2주 연속) - 3월 23일 - S.E.S. U - 3월 30일 - S.E.S. U (2주 연속) 4월 - 4월 6일 - 신승훈 널 위한 이별 - 4월 13일 - 핑클 영원 - 4월 20일 - 코요태 비몽 - 4월 27일 - 월드컵 특집 헌정쇼 <한국축구 베스트 11> 편성 관계로 결방 5월 - 5월 4일 - 신화 Perfect Man - 5월 11일 - 보아 No.1 6월 - 6월 1일 - 2002년 FIFA 월드컵 중계로 결방 - 6월 8일 - 2002년 FIFA 월드컵 중계로 결방 - 6월 15일 - 2002년 FIFA 월드컵 중계로 결방 - 6월 22일 - 2002년 FIFA 월드컵 중계로 결방 - 6월 29일 - 2002년 FIFA 월드컵 중계로 결방 7월 - 7월 6일 - 임창정 슬픈 혼잣말 - 7월 13일 - 신화 I Pray 4 U - 7월 20일 - 휘성 안되나요 - 7월 27일 - 쿨 진실 8월 - 8월 3일 - 쿨 진실 (2주 연속) - 8월 10일 - 쿨 진실 (3주 연속) - 8월 17일 - 박정현 꿈에 - 8월 24일 - 성시경 우린 제법 잘 어울려요 - 8월 31일 - 성시경 우린 제법 잘 어울려요 (2주 연속) 9월 - 9월 7일 - 성시경 우린 제법 잘 어울려요 (3주 연속) - 9월 14일 - 성시경 우린 제법 잘 어울려요 (4주 연속) - 9월 21일 - 추석특집 방송 관계로 결방 - 9월 28일 - 특별생방송 <우리는 아시안> 방송 관계로 결방 10월 - 10월 5일 - 수목드라마 <리멤버> 재방송 관계로 결방 - 10월 12일 - 부산 아시안게임 중계방송 관계로 결방 - 10월 19일 - 2002 MBC 대학가요제 편성 관계로 결방 - 10월 26일 - 이수영 라라라 11월 - 11월 2일 - 유소년 축구 재단기금 마련을 위한 특별생방송 <꿈은 이루어진다> 방송 관계로 결방 - 11월 9일 - 장나라 Sweet Dream - 11월 16일 - 장나라 Sweet Dream (2주 연속) - 11월 23일 - 장나라 Sweet Dream (3주 연속) - 11월 30일 - 별 12월 32일 12월 - 12월 7일 - 이기찬 감기 - 12월 14일 - 이기찬 감기 (2주 연속) - 12월 21일 - 이기찬 감기 (3주 연속) - 12월 28일 - 이기찬 감기 (4주 연속) |

### 2003년
| 1월 - 1월 4일 - 브라운 아이즈 점점 - 1월 11일 - 브라운 아이즈 점점 (2주 연속) - 1월 18일 - 브라운 아이즈 점점 (3주 연속) - 1월 25일 - 이수영 빛 2월 - 2월 1일 - 설특집 방송 관계로 결방 - 2월 8일 - 신화 너의 결혼식 - 2월 15일 - 신화 너의 결혼식 (2주 연속) - 2월 22일 - 미집계(대구 지하철 화재 참사의 여파로 인해 결방) 3월 - 3월 1일 - 이수영 Good Bye - 3월 8일 - 이수영 Good Bye (2주 연속) - 3월 15일 - 이수영 Good Bye (3주 연속) - 3월 22일 - NRG Hit Song - 3월 29일 - 김형중 그랬나봐 4월 - 4월 5일 - 김형중 그랬나봐 (2주 연속) - 4월 12일 - 김형중 그랬나봐 (3주 연속) - 4월 19일 - 김형중 그랬나봐 (4주 연속) - 4월 26일 - 조성모 피아노 5월 - 5월 3일 - 조성모 피아노 (2주 연속) - 5월 10일 - 세븐 와줘 - 5월 17일 - 세븐 와줘 (2주 연속) - 5월 24일 - 세븐 와줘 (3주 연속) - 5월 31일 - 세븐 와줘 (4주 연속) 6월 - 6월 7일 - 세븐 와줘 (5주 연속) - 6월 14일 - 차태현 Again To Me - 6월 21일 - 코요태 비상 - 6월 28일 - 보아 아틀란티스 소녀 | 7월 - 7월 5일 - 대구 하계 유니버시아드대회 D-50일 특집 음악회 방송 관계로 결방 - 7월 12일 - 보아 아틀란티스 소녀 (2주 연속) - 7월 19일 - 보아 아틀란티스 소녀 (3주 연속) - 7월 26일 - 임창정 소주 한 잔 8월 - 8월 2일 - 쿨 결혼을 할거라면 - 8월 9일 - 쿨 결혼을 할거라면 (2주 연속) - 8월 16일 - 쿨 결혼을 할거라면 (3주 연속) - 8월 23일 - 쿨 결혼을 할거라면 (4주 연속) - 8월 30일 - 플라이 투 더 스카이 Missing You 9월 - 9월 6일 - 이효리 10 minutes - 9월 13일 - 추석특집 방송 관계로 결방 - 9월 20일 - 이효리 10 minutes (2주 연속) - 9월 27일 - 이효리 10 minutes (3주 연속) 10월 - 10월 4일 - 휘성 With me - 10월 11일 - 이수영 덩그러니 - 10월 18일 - 이수영 덩그러니 (2주 연속) - 10월 25일 - 이수영 덩그러니 (3주 연속, 200회 특집) 11월 - 11월 1일 - S I Swear - 11월 8일 - 특집 <나눔 콘서트 - 11월 15일 - 브라운 아이드 소울 정말 사랑했을까 - 11월 22일 - 휘성 다시 만난 날 - 11월 29일 - 휘성 다시 만난 날 (2주 연속) 12월 - 12월 6일 - 비 태양을 피하는 방법 - 12월 13일 - 비 태양을 피하는 방법 (2주 연속) - 12월 20일 - 비 태양을 피하는 방법 (3주 연속) - 12월 27일 - 비 태양을 피하는 방법 (4주 연속) |

### 2004년
| 1월 - 1월 3일 - 장나라 기도 - 1월 10일 - 장나라 기도 (2주 연속) - 1월 17일 - MC THE MAX 사랑의 시 - 1월 24일 - MC THE MAX 사랑의 시 (2주 연속) - 1월 31일 - MC THE MAX 사랑의 시 (3주 연속, 트리플 크라운) 2월 - 2월 7일 - MC THE MAX 사랑의 시 (4주 연속) - 2월 14일 - 1TYM HOT 뜨거 - 2월 21일 - 1TYM HOT 뜨거 (2주 연속) - 2월 28일 - 테이 사랑은 향기를 남기고 3월 - 3월 6일 - 테이 사랑은 향기를 남기고 (2주 연속) - 3월 13일 - 테이 사랑은 향기를 남기고 (3주 연속, 트리플 크라운) - 3월 20일 - 테이 사랑은 향기를 남기고 (4주 연속) - 3월 27일 - 테이 사랑은 향기를 남기고 (5주 연속) 4월 - 4월 3일 - 동방신기 Hug - 4월 10일 - 동방신기 Hug (2주 연속) - 4월 17일 - 동방신기 Hug (3주 연속, 트리플 크라운) - 4월 24일 - 코요태 디스코왕 5월 - 5월 1일 - 코요태 디스코왕 (2주 연속) - 5월 8일 - 코요태 디스코왕 (3주 연속, 트리플 크라운) (MBC 특별기획 2004 어린이에게 새 생명을 방송 관계로 결방) - 5월 15일 - 코요태 디스코왕 (4주 연속) - 5월 22일 - 조PD 친구여 - 5월 29일 - 조PD 친구여 (2주 연속) 6월 - 6월 5일 - 조PD 친구여 (3주 연속, 트리플 크라운) - 6월 12일 - 박효신 그 곳에 서서 - 6월 19일 - 박효신 그 곳에 서서 (2주 연속) - 6월 26일 - 코요태 불꽃 | 7월 - 7월 3일 - (미집계, MBC 일산 제작센터 착공 기념 특집) - 7월 10일 - 코요태 불꽃 (2주 연속, 녹화방송으로 전환) - 7월 17일 - 팀 고마웠다고 .. - 7월 24일 - 팀 고마웠다고 .. (2주 연속) - 7월 31일 - 제1회 대한민국 음악축제 개막공연 '설악 판타지아' 방송 관계로 결방 8월 - 8월 7일 - 특별기회 제1회 대한민국 음악축제 편성 관계로 결방 - 8월 14일 - 세븐 열정 - 8월 21일 - 세븐 열정 (2주 연속) - 8월 28일 - 2004 아테네 올림픽 남자축구 결승전 중계방송 관계로 결방 9월 - 9월 4일 - 조성모 너의 곁으로 - 9월 11일 - 이승철 긴 하루 - 9월 18일 - 이승철 긴 하루 (2주 연속) - 9월 25일 - 김종국 한 남자 10월 - 10월 2일 - 김종국 한 남자 (2주 연속) - 10월 9일 - 이수영 휠릴리 - 10월 16일 - 김종국 한 남자 (통산 3주, 트리플 크라운) - 10월 23일 - 이수영 휠릴리 (통산 2주) - 10월 30일 - 이수영 휠릴리 (2주 연속, 통산 3주, 트리플 크라운) 11월 - 11월 6일 - 이수영 휠릴리 (3주 연속, 통산 4주) - 11월 13일 - 비 It's Rainning - 11월 20일 - MBC 창사특집 LA 한인 음악 대축제 방송 관계로 결방 - 11월 27일 - 휘성 불치병 12월 - 12월 4일 - (미집계, MBC 43주년 창사특집) - 12월 11일 - 휘성 불치병 (2주 연속) - 12월 18일 - 휘성 불치병 (3주 연속, 트리플 크라운) - 12월 25일 - (미집계, 송년특집) |

### 2005년
- 1월 1일 - 비 I Do
- 1월 8일 - (미집계, 남아시아 지진 참사 돕기 특집)
- 1월 15일 - 코요태 빙고
- 1월 22일 - god 보통날
- 1월 29일 - god 보통날 (2주 연속)

2월
- 2월 5일 - 장나라 겨울일기
- 2월 12일 - 장윤정 어머나
- 2월 19일 - god 반대가 끌리는 이유
- 2월 26일 - 장윤정 어머나 (통산 2주)

3월
- 3월 5일 - god 반대가 끌리는 이유 (통산 2주)
- 3월 12일 - 테이 사랑은 ... 하나다
- 3월 19일 - 테이 사랑은 ... 하나다 (2주 연속, 생방송 재전환)
- 3월 26일 - 조성모 Mr. Flower

4월
- 4월 2일 - 버즈 겁쟁이
- 4월 9일 - 버즈 겁쟁이 (2주 연속)
- 4월 16일 - 버즈 겁쟁이 (3주 연속, 트리플 크라운)
- 4월 23일 - 버즈 겁쟁이 (4주 연속)
- 4월 30일 - 버즈 겁쟁이 (5주 연속)

5월
- 5월 7일 - 쥬얼리 Superstar
- 5월 14일 - 테이 그리움을 사랑한 가시나무
- 5월 21일 - 테이 그리움을 사랑한 가시나무 (2주 연속)
- 5월 28일 - 신혜성 같은 생각

6월
- 6월 4일 - 신혜성 같은 생각 (2주 연속)
- 6월 11일 - 윤도현 사랑했나봐
- 6월 18일 - (미집계, 아시아육상경기선수권대회 기념 특집)
- 6월 25일 - 윤도현 사랑했나봐 (2주 연속)

7월
- 7월 2일 - 윤도현 사랑했나봐 (3주 연속, 트리플 크라운)
- 7월 9일 - 윤도현 사랑했나봐 (4주 연속)
- 7월 16일 - 보아 Girls On Top
- 7월 23일 - 보아 Girls On Top (2주 연속)
- 7월 30일 - 김종국 제자리 걸음

8월
- 8월 6일 - 김종국 제자리 걸음 (2주 연속)
- 8월 13일 - 김종국 제자리 걸음 (3주 연속, 첫 번째 트리플 크라운)
- 8월 20일 - 김종국 제자리 걸음 (4주 연속)
- 8월 27일 - 김종국 제자리 걸음 (5주 연속)

9월
- 9월 3일 - 김종국 제자리 걸음 (6주 연속, 두 번째 트리플 크라운) (생방송 음악캠프 최종 순위 집계)

## 대체 방송 및 결방 사유
- 1998년 8월 8일 98 프로야구(LG 트윈스 : OB 베어스) 경기가 중계방송 되었다.
- 1998년 12월 5일 98 대한민국 영상음반대상 시상식이 방송되었다.
- 1999년 4월 3일 99 프로야구 개막전(해태 타이거즈 : 현대 유니콘스) 경기가 중계방송 되었다.
- 1999년 6월 12일 여름특집으로 에버랜드 캐리비안 베이에서 생방송 되었다.
- 1999년 11월 27일 F3 코리아 그랑프리 국제자동자경주대회 특집으로 창원스포츠파크에서 생방송 되었다.
- 1999년 12월 4일 창사특집 생방송 퀴즈가 좋다 올스타 자선 퀴즈쇼를 방송했다.
- 2000년 1월 1일 MBC가 특집프로그램 편성으로 7명의 밀레니엄 스타가 나오는 '신년특집 7대 가수 스페셜'이라는 특집방송을 선보였다. 출연 가수는 이정현, 유승준, S.E.S., 베이비복스, 핑클, H.O.T., 김건모가 출연해 대표곡 하나 팝송을 각자 팀과 같이 선보였다. MC는 채림, 이훈이 맡았다.
- 2000년 1월 15일 MBC가 특집 프로그램 편성으로 청소년 콘서트라는 밀레니엄 특집 프로그램을 방송했다. 밀레니엄 스타가 나왔으며 MC는 채림, 차태현이 맡았다.
- 2000년 2월 5일 설특집 방송 관계로 결방되었다.
- 2000년 7월 1일 여름특집으로 대전 충무체육관에서 생방송 되었다.
- 2000년 7월 15일 여름특집으로 광주 염주종합체육관에서 생방송 되었다.
- 2000년 7월 22일 여름특집으로 부산 사직실내체육관에서 생방송 되었다.
- 2000년 7월 29일 여름특집으로 전주실내체육관에서 생방송 되었다.
- 2000년 8월 5일 여름특집으로 마산실내체육관에서 생방송 되었다.
- 2000년 12월 2일 창사 39주년 특집 <청백! 10라운드>를 방송했다.
- 2001년 7월 14일~8월 25일 MBC와 한국연예제작자협회(이하 연제협) 간의 갈등사태가 빚어졌다.
- 2001년 12월 29일 연말특집으로 양지 파인 리조트에서 생방송 되었다.
- 2002년 4월 27일 월드컵 특집 헌정쇼 <한국축구 베스트 11>라는 특집 프로그램을 방송했다.
- 2002년 5월 18일 장학기금 마련 콘서트 <미래의 동반자>를 방송했다.
- 2002년 5월 25일 월드컵 특집 D-6 생방송, <월드컵 티켓을 잡아라>라는 특집 프로그램을 방송했다.
- 2002년 6월 1일~6월 29일 2002 FIFA 한일 월드컵 주요경기가 중계되었다.
- 2002년 7월 27일 여름방학 특집으로 청주체육관에서 생방송 되었다.
- 2002년 8월 3일 여름방학 특집으로 춘천 강원대학교에서 생방송 되었다.
- 2002년 8월 10일 여름방학 특집으로 대구실내체육관에서 생방송 되었다.
- 2002년 8월 17일 여름방학 특집이자 여수MBC 창사 32주년 기념으로 여수 오동도 야외특설무대에서 생방송 되었다.
- 2002년 8월 24일 여름방학 특집으로 광주 염주종합체육관에서 생방송 되었다.
- 2002년 9월 28일 부산 아시안게임 전야제 특별생방송 <우리는 아시안>이라는 특집 프로그램을 방송했다.
- 2002년 10월 19일 2002 MBC 대학가요제를 방송했으며 MC는 윤도현, 차태현이 맡았다.
- 2002년 11월 2일 유소년 축구 재단기금 마련을 위한 특별생방송 <꿈은 이루어진다>라는 특집 프로그램을 방송했다.
- 2003년 1월 4일 신년특집으로 홍천 대명 비발디파크에서 생방송 되었다.
- 2003년 2월 22일 MBC가 대구 지하철 참사의 여파로, 대구 지하철 참사, <여러분 힘내세요!> 라는 특집 프로그램을 방송했으며 대체로 자신의 곡중 애도하는 뜻을 담은 곡을 선보였다. god는 어머님께, 별은 찔레꽃, 화요비는 어떤가요, 이수영은 Good-Bye, 윤미래는 선물, NRG는 용서, 혜령은 당신은 모르실꺼야, 안재모는 한 사람을 위해, MC THE MAX는 마지막 내 숨소리, 태진아는 사모곡, 성시경은 I Believe, 이선희는 나 항상 그대를을 불렀다. 공연 중간에 화요비는 눈물을 보였으며 장나라가 대구를 직접 찾아가 상황을 알렸다. 총 2부로 제작되었으며 MC는 이재용, 이주연이 맡았다.
- 2003년 5월 3일 울산MBC 창사 35주년 기념 특집으로 울산 태화강 둔치에서 생방송 되었다.
- 2003년 5월 10일 목포 문화예술회관 광장에서 생방송 되었다.
- 2003년 5월 17일 충주 탄금대 레포츠공원 잔디구장에서 생방송 되었다.
- 2003년 5월 24일 원주 상지대학교 운동장에서 생방송 되었다.
- 2003년 5월 31일 진주MBC 창사 35주년 특집으로 천수교 옆 남강 둔치에서 생방송 되었다.
- 2003년 6월 14일 여름특집으로 에버랜드 캐리비안 베이에서 생방송 되었다.
- 2003년 6월 21일 대전 MBC 신사옥 준공 기념으로 엑스포 과학공원 정문 광장에서 생방송 되었다.
- 2003년 7월 5일 대구 하계 유니버시아드 D-50 특집 음악회를 방송했다.
- 2003년 7월 12일 상반기 결산 특집이자 춘천 MBC 창사 기념으로 강원대학교 백령문화관에서 생방송 되었다.
- 2003년 11월 8일 특집 <나눔 콘서트>를 방송했다.
- 2004년 4월 17일 부산MBC 창사 45주년 특집으로 부산 영도조선소에서 생방송 되었다.
- 2004년 5월 29일 진주MBC 창사 특집으로 천수교 옆 남강 둔치에서 생방송 되었다.
- 2004년 7월 3일 MBC 일산 제작센터 착공 기념 특집으로 일산 호수공원 주제광장에서 생방송 되었다.
- 2004년 7월 31일 속초 엑스포광장에서 제1회 대한민국 음악축제 특집 프로그램을 방송했으며 MC는 신동호, 장서희가 맡았다.
- 2004년 8월 7일 제1회 대한민국 음악축제 방송 관계로 결방되었다.
- 2004년 8월 28일 2004 아테네 올림픽 남자축구 결승전 중계방송 관계로 결방되었다.
- 2004년 9월 4일 방송의 날 DTV 특집으로 여의도공원 야외무대에서 생방송 되었다.
- 2004년 9월 11일 세계문화오픈(WCO) 출범 기념으로 서울시청 앞 광장에서 생방송 되었다.
- 2004년 11월 20일 MBC 창사특집 LA 한인 음악 대축제 방송 관계로 결방되었다.
- 2004년 12월 4일 MBC 창사 43주년 특집으로 생방송 되었다.
- 2005년 1월 8일 남아시아 지진 참사 돕기 특집으로 생방송 되었다.
- 2005년 3월 26일 용인 경인교대 경기캠퍼스에서 녹화방송 되었다.
- 2005년 5월 28일 진주MBC 창사 37주년 특집으로 진주국립산업대학교에서 녹화방송 되었다.
- 2005년 6월 11일 세계 헌혈자의 날 특집으로 여의도공원에서 생방송 되었다.
- 2005년 6월 18일 제16회 아시아육상경기 선수권대회 특집으로 인천문학경기장 보조경기장에서 녹화방송 되었다.

## 참고 사항
노랫말 가사가 가운데 자막 디자인이었으나, 2001년 개편을 맞아, 한줄씩 노랫말 가사가 왼쪽 작게 자막 디자인을 적용되었다.

## 수상 경력
- 2003년 제29회 한국방송대상 가수상 보아

## 같이 보기
- 문화방송 음악캠프 성기 노출 사고
- 쇼! 음악중심 (MBC, 후속 프로그램)
- 인기가요 BEST 50 (MBC, 전신 프로그램)
- 뮤직뱅크 (KBS, 경쟁 프로그램)
- 인기가요 (SBS, 경쟁 프로그램)